# Sploščeni sferoid
Splôščeni sferoíd (tudi splôščéni ~) ali splôščeni rotacíjski elipsoíd je geometrijsko telo, ki ima eno krajšo os in dve enako dolgi osi.
Sploščenost je mera za planet, ki ima obliko sferoida in je zaradi vrtenja v sredini izbočen. Razpoložljiva (neprava) centrifugalna sila se upira gravitaciji in povzroča da planet izgleda kot krogla, ki je na ravniku izbočena.
Sploščenost se lahko matematično določi z
{\displaystyle e={r_{e}-r_{p} \over r_{e}}\approx {3\pi  \over 2\kappa T^{2}\rho }\!\,,}
kjer je {\displaystyle r_{e}} ekvatorski polmer in {\displaystyle r_{p}} polarni premer.